# Théâtre Prezewodowski

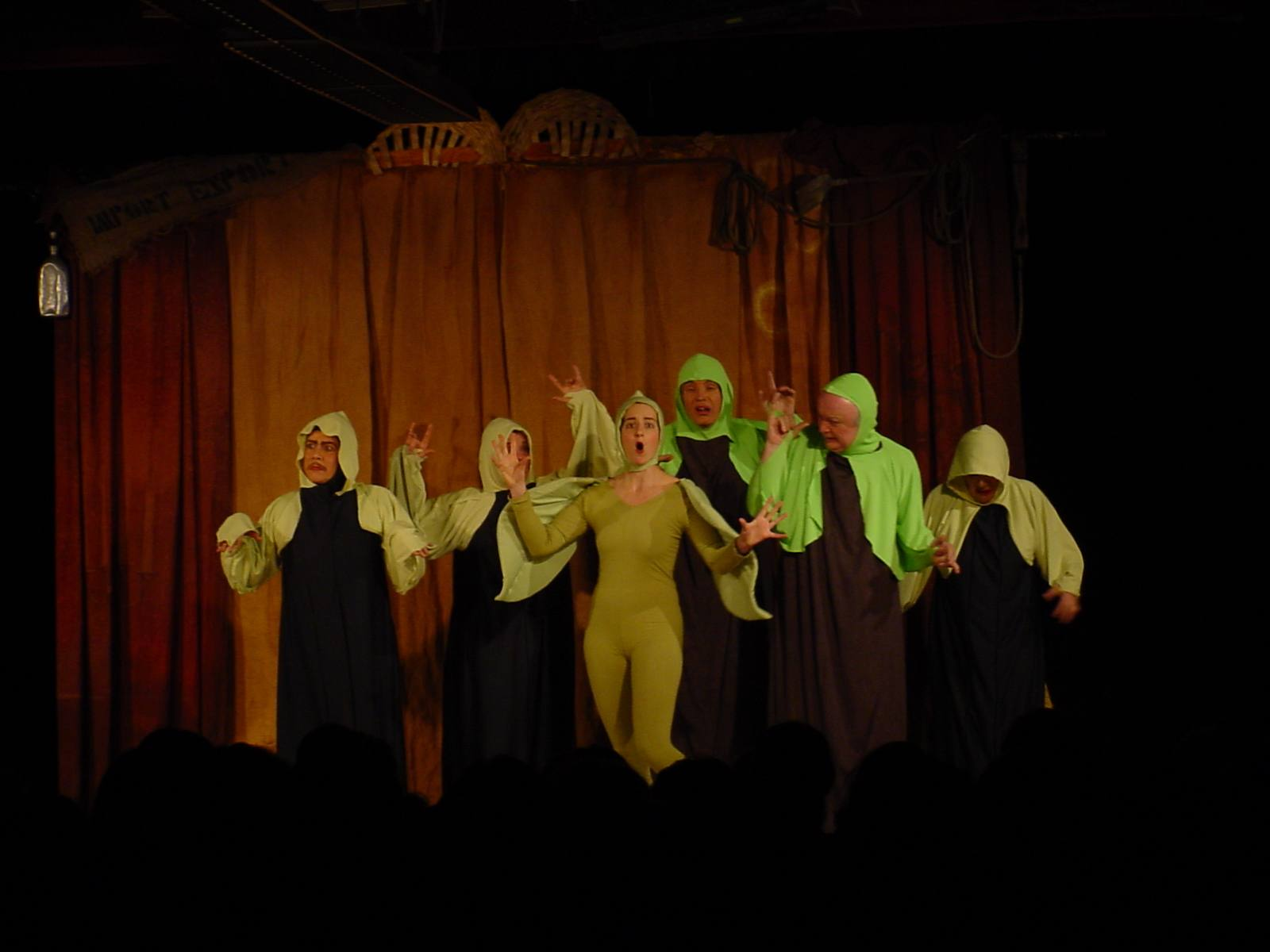
Terraterra

Le Théâtre Prezewodowski est l'un des plus anciens théâtres d'Amérique du Sud. Il a été construit en 1883 dans la ville d'Itaqui (Rio Grande do Sul) au Brésil.